# Süddeutsche Badmintonmeisterschaft
Süddeutsche Badmintonmeisterschaften wurden seit der Saison 1961/1962 ausgetragen. Sie stellten die zweithöchste Meisterschaftsebene im Badminton in Deutschland dar und waren die direkte Qualifikation für die deutschen Meisterschaften. Mit der deutschen Wiedervereinigung wurden die Titelkämpfe in der Saison 1991/1992 zu den Südostdeutschen Badmintonmeisterschaften erweitert. Geographisch umfasste die Meisterschaft die Bundesländer Bayern und Baden-Württemberg.

## Titelträger
| Saison    | Herreneinzel                               | Dameneinzel                                  | Herrendoppel                                                                     | Damendoppel                                                                      | Mixed                                                                                  |
| --------- | ------------------------------------------ | -------------------------------------------- | -------------------------------------------------------------------------------- | -------------------------------------------------------------------------------- | -------------------------------------------------------------------------------------- |
| 1961/1962 | Günter Ledderhos (MTV München von 1879)    | Heidi Reuß (TSV Neuhausen-Nymphenburg)       | Günter Ledderhos (MTV München von 1879) Gunther Rathgeber (MTV München von 1879) | Renate Uschold (MTV München von 1879) Edeltraud Hefter (TuS Prien)               | Horst Später (TSV Neuhausen-Nymphenburg) Heidi Reuß (TSV Neuhausen-Nymphenburg)        |
| 1962/1963 | Franz Beinvogl (MTV München von 1879)      | Ursula Verhoefen (MTV München von 1879)      | Siegfried Betz (TSG Augsburg 85) Helmut Neuz (TSG Augsburg 85)                   | Ursula Verhoefen (MTV München von 1879) Anke Witten (MTV München von 1879)       | Günter Ledderhos (MTV München von 1879) Anke Witten (MTV München von 1879)             |
| 1963/1964 | Franz Beinvogl (MTV München von 1879)      | Edeltraud Hefter (TSV Neuhausen-Nymphenburg) | Siegfried Betz (MTV München von 1879) Rupert Liebl (MTV München von 1879)        | Anke Witten (MTV München von 1879) Heide Bichler (MTV München von 1879)          | Rupert Liebl (MTV München von 1879) Anke Witten (MTV München von 1879)                 |
| 1964/1965 | Franz Beinvogl (MTV München von 1879)      | Heidi Menacher (TSV Neuhausen-Nymphenburg)   | Franz Beinvogl (MTV München von 1879) Rupert Liebl (MTV München von 1879)        | Ursula Verhoefen (MTV München von 1879) Anke Witten (MTV München von 1879)       | Siegfried Betz (MTV München von 1879) Anke Witten (MTV München von 1879)               |
| 1965/1966 | Siegfried Betz (MTV München von 1879)      | Heidi Menacher (TSV Neuhausen-Nymphenburg)   | Helmut Neuz (DJK Augsburg) Erich Eikelkamp (MTV München von 1879)                | Heidi Menacher (MTV München von 1879) Anke Witten (MTV München von 1879)         | Siegfried Betz (MTV München von 1879) Anke Witten (MTV München von 1879)               |
| 1966/1967 | Dietrich Franke (Freiburger FC)            | Edeltraud Geist (TSV 1848 Eningen)           | Erich Eikelkamp (MTV München von 1879) Rupert Liebl (MTV München von 1879)       | Edeltraud Geist (TSV 1848 Eningen) Reicherter (TSV 1848 Eningen)                 | Siegfried Betz (MTV München von 1879) Anke Witten (MTV München von 1879)               |
| 1967/1968 | Franz Beinvogl (MTV München von 1879)      | Anke Witten (MTV München von 1879)           | Siegfried Betz (MTV München von 1879) Kaiser (MTV München von 1879)              | Lydia Ledderhos (MTV München von 1879) Inge Mönch (MTV München von 1879)         | Franz Beinvogl (MTV München von 1879) Inge Mönch (MTV München von 1879)                |
| 1968/1969 | Siegfried Betz (MTV München von 1879)      | Anke Witten (MTV München von 1879)           | Rupert Liebl (MTV München von 1879) Heide Bichler (MTV München von 1879)         | Edeltraud Geist (TSV 1848 Eningen) Walz (TSV 1848 Eningen)                       | Wend-Uwe Boeckh-Behrens (PSV Würzburg) Helga Zolnhofer (PSV Würzburg)                  |
| 1969/1970 | Erich Eikelkamp (MTV München von 1879)     | Anke Betz (MTV München von 1879)             | Franz Beinvogl (MTV München von 1879) Rupert Liebl (MTV München von 1879)        | Anke Betz (MTV München von 1879) Inge Mönch (MTV München von 1879)               | Wolfgang Siedler (PSV Würzburg) Ann Hennemann (WSV Aschaffenburg)                      |
| 1970/1971 | Siegfried Betz (MTV München von 1879)      | Edeltraud Rabe (TSV 1848 Eningen)            | Siegfried Betz (MTV München von 1879) Wend-Uwe Boeckh-Behrens (PSV Würzburg)     | Anke Betz (MTV München von 1879) Inge Mönch (MTV München von 1879)               | Franz Beinvogl (MTV München von 1879) Inge Mönch (MTV München von 1879)                |
| 1971/1972 | Otto Eckarth (PTSV Rosenheim)              | Anke Betz (MTV München von 1879)             | Franz Beinvogl (MTV München von 1879) Günter Swoboda (MTV München von 1879)      | Anke Betz (MTV München von 1879) Inge Mönch (MTV München von 1879)               | Siegfried Betz (MTV München von 1879) Anke Betz (MTV München von 1879)                 |
| 1972/1973 | Otto Eckarth (PTSV Rosenheim)              | Anke Betz (MTV München von 1879)             | Siegfried Betz (MTV München von 1879) Wend-Uwe Boeckh-Behrens (PSV Würzburg)     | Heidi Menacher (TSV Neuhausen-Nymphenburg) Christa Feser (MTV München von 1879)  | Siegfried Betz (MTV München von 1879) Heidi Menacher (TSV Neuhausen-Nymphenburg)       |
| 1973/1974 | Otto Eckarth (PTSV Rosenheim)              | Anke Betz (MTV München von 1879)             | Franz Beinvogl (MTV München von 1879) Günter Swoboda (MTV München von 1879)      | Heidi Menacher (TSV Neuhausen-Nymphenburg) Helga Zolnhofer (TG Zell)             | Franz Beinvogl (MTV München von 1879) Anke Betz (MTV München von 1879)                 |
| 1974/1975 | Otto Eckarth (PTSV Rosenheim)              | Anke Betz (MTV München von 1879)             | Franz Beinvogl (MTV München von 1879) Günter Swoboda (MTV München von 1879)      | Anke Betz (MTV München von 1879) Christa Feser (MTV München von 1879)            | Franz Beinvogl (MTV München von 1879) Anke Betz (MTV München von 1879)                 |
| 1975/1976 | Otto Eckarth (PTSV Rosenheim)              | Helga Zolnhofer (TG Zell)                    | Franz Beinvogl (MTV München von 1879) Günter Swoboda (MTV München von 1879)      | Anke Betz (MTV München von 1879) Christa Feser (MTV München von 1879)            | Günter Swoboda (MTV München von 1879) Christa Feser (MTV München von 1879)             |
| 1976/1977 | Fritz Hotze (MTV München von 1879)         | Helga Zolnhofer (TG Zell)                    | Franz Beinvogl (MTV München von 1879) Günter Swoboda (MTV München von 1879)      | A. Büttner (TSG Schwäbisch Gmünd) Karin Hökel (ESG Karlsruhe)                    | Günter Swoboda (MTV München von 1879) Christa Feser (MTV München von 1879)             |
| 1977/1978 | Fritz Hotze (MTV München von 1879)         | Helga Zolnhofer (TG Zell)                    | Franz Beinvogl (MTV München von 1879) Günter Swoboda (MTV München von 1879)      | Helga Zolnhofer (TG Zell) Uschi Neumann (PTSV Rosenheim)                         | Fritz Hotze (MTV München von 1879) Anke Betz (MTV München von 1879)                    |
| 1978/1979 | Rolf Rüsseler (SV Siemens Nürnberg)        | Karin Hökel (ESG Karlsruhe)                  | Günter Swoboda (MTV München von 1879) Siegfried Betz (MTV München von 1879)      | Dorett Hökel (VfL Sindelfingen) Karin Hökel (ESG Karlsruhe)                      | Günter Swoboda (MTV München von 1879) Christa Feser (MTV München von 1879)             |
| 1979/1980 | Rolf Rüsseler (SV Siemens Nürnberg)        | Dorett Hökel (TV Pforzheim)                  | Günter Swoboda (MTV München von 1879) Fritz Hotze (MTV München von 1879)         | Dorett Hökel (TV Pforzheim) Karin Hökel (ESG Karlsruhe)                          | Günter Swoboda (MTV München von 1879) Christa Feser (MTV München von 1879)             |
| 1980/1981 | Rolf Rüsseler (ESG Karlsruhe)              | Sonja Krüger (PSV Würzburg)                  | Wolfgang Siedler (TG Zell) Thomas Herttrich (TG Zell)                            | A. Büttner (TSG Schwäbisch Gmünd) Karin Hökel (ESG Karlsruhe)                    | Jürgen LadwigTSG Schwäbisch Gmünd) A. Büttner (VfL Sindelfingen (TSG Schwäbisch Gmünd) |
| 1981/1982 | Thomas Herttrich (TG Zell)                 | Dorett Hökel (TV Pforzheim)                  | Hans-Georg Weigand (TG Zell) Helmut Streit (PTSV Rosenheim)                      | A. Büttner (TSB Schwäbisch Gmünd) Karin Hökel (ESG Karlsruhe)                    | Thomas Herttrich (TG Zell) Helga Zolnhofer (TG Zell)                                   |
| 1982/1983 | Rolf Rüsseler (SV Fortuna Regensburg)      | Birgit Schilling (SV Fortuna Regensburg)     | Klaus Treitinger (SV Fortuna Regensburg) Martin Bareiß (TSB Schwäbisch Gmünd)    | A. Büttner (TSB Schwäbisch Gmünd) Nadja Draskovits (TSB Schwäbisch Gmünd)        | Thomas Herttrich (TG Zell) Helga Zolnhofer (TG Zell)                                   |
| 1983/1984 | Gerhard Treitinger (SV Fortuna Regensburg) | Birgit Schilling (SV Fortuna Regensburg)     | Klaus Treitinger (SV Fortuna Regensburg) Martin Bareiß (TSB Schwäbisch Gmünd)    | Anne-Katrin Seid (SSV Ulm 1846) Angelika Zeisinger (TSB Schwäbisch Gmünd)        | Rolf Rüsseler (SG Siemens Erlangen) Karin Hökel (VfL Sindelfingen)                     |
| 1984/1985 | Ulrich Rost (TSB Schwäbisch Gmünd)         | Birgit Schilling (SV Fortuna Regensburg)     | Klaus Treitinger (SV Fortuna Regensburg) Ulrich Rost (TSB Schwäbisch Gmünd)      | Tanja Spahr (VfL Sindelfingen) Karin Hökel (VfL Sindelfingen)                    | Thomas Herttrich (SG Siemens Erlangen) Uschi Haase (SG Siemens Erlangen)               |
| 1985/1986 | Klaus Treitinger (SV Fortuna Regensburg)   | Anne-Katrin Seid (SSV Ulm 1846)              | Wolfgang Heyer (SV Fortuna Regensburg) Michael Horneber (SV Fortuna Regensburg)  | Anne-Katrin Seid (SSV Ulm 1846) Elke Drews (SSV Ulm 1846)                        | Thomas Herttrich (SG Siemens Erlangen) Uschi Haase (SG Siemens Erlangen)               |
| 1986/1987 | Rolf Rüsseler (SG Siemens Erlangen)        | Anne-Katrin Seid (SV Fortuna Regensburg)     | Klaus Treitinger (SV Fortuna Regensburg) Michael Keck (SV Siemens Nürnberg)      | Anne-Katrin Seid (SV Fortuna Regensburg) Elke Drews (BC Brombach)                | Markus Keck (SV Fortuna Regensburg) Anne-Katrin Seid (SV Fortuna Regensburg)           |
| 1987/1988 | Markus Keck (SV Fortuna Regensburg)        | Elke Drews (BC Brombach)                     | Gerhard Treitinger (SV Fortuna Regensburg) Michael Keck (SG Siemens Erlangen)    | Anne-Katrin Seid (SV Fortuna Regensburg) Elke Drews (BC Brombach)                | Markus Keck (SV Fortuna Regensburg) Anne-Katrin Seid (SV Fortuna Regensburg)           |
| 1988/1989 | Markus Keck (SV Fortuna Regensburg)        | Anne-Katrin Seid (SV Fortuna Regensburg)     | Michael Keck (SV Fortuna Regensburg) Michael Deuerling (SV Fortuna Regensburg)   | Anne-Katrin Seid (SV Fortuna Regensburg) Elke Drews (SV Fortuna Regensburg)      | Markus Keck (SV Fortuna Regensburg) Anne-Katrin Seid (SV Fortuna Regensburg)           |
| 1989/1990 | Markus Keck (SV Fortuna Regensburg)        | Anne-Katrin Seid (SV Fortuna Regensburg)     | Markus Keck (SV Fortuna Regensburg) Michael Deuerling (SV Fortuna Regensburg)    | Anne-Katrin Seid (SV Fortuna Regensburg) Elke Drews (SV Fortuna Regensburg)      | Michael Keck (SV Fortuna Regensburg) Anne-Katrin Seid (SV Fortuna Regensburg)          |
| 1990/1991 | Oliver Pongratz (TSV Mindelheim)           | Birgit Schilling (SV Fortuna Regensburg)     | Michael Keck (SV Fortuna Regensburg) Klaus Treitinger (SV Fortuna Regensburg)    | Anne-Katrin Seid (SV Fortuna Regensburg) Carola Koch (TSV Neuhausen-Nymphenburg) | Michael Keck (SV Fortuna Regensburg) Anne-Katrin Seid (SV Fortuna Regensburg)          |